# Moldovanka, Rozdilna
Moldovanka (în ucraineană Молдованка) este un sat în comuna Rozdilna din raionul Rozdilna, regiunea Odesa, Ucraina.

## Demografie
Componența lingvistică a localității Perșe Travnea
     Rusă (87,93%)
     Ucraineană (12,07%)
Conform recensământului din 2001, majoritatea populației localității Perșe Travnea era vorbitoare de rusă (87,93%), existând în minoritate și vorbitori de ucraineană (12,07%).